# Enlil-nirari
Enlil-nirari was koning van Assyrië van 1330 - 1320 v. Chr. 
Hij volgde zijn vader Assur-uballit I op die een einde gemaakt had aan de vazalstatus van het koninkrijk. Het koninkrijk was echter nog vrij zwak en werd van drie kanten bedreigd. Enlil-nirari  kreeg te maken met een aanval van Kurigalzu II van Kar-Duniash die probeerde de grens tussen de twee rijken naar het noorden te verleggen. Enlil-nirari wist in de slag bij Sugaga aan de Tigris de aanval voldoende te bezweren dat er spoedig een nieuw grensverdrag gesloten werd.
Hij werd opgevolgd door Arik-den-ili